# Владимир Коларић
Владимир Коларић Коле (22. децембар 1969) српски је музичар. Оснивач је, певач и гитариста групе Велики презир. Такође је и члан супергрупе Шкртице.

## Дискографија

### Велики презир
| - Велики презир (1996) - Бразде (2001) - Рука без повратка (2005) - Никадјекрај (2009) | - 1 2 3 4 (1997) - Светлост и дим (2012) |

### Шкртице

#### Студијски албуми
- Шкртице (2016)